# 2010년 AFC 여자 아시안컵 선수 명단
이 문서에서는 2010년 AFC 여자 아시안컵에 참여한 선수 명단을 정리한다.